# Emilia García
Emilia García – panamska zapaśniczka. Złota medalistka igrzysk Ameryki Środkowej w 2010 roku.